# Коту Гросулуј (Бакау)
Коту Гросулуј (рум. Cotu Grosului) насеље је у Румунији у округу Бакау у општини Филипешти. Oпштина се налази на надморској висини од 166 m.

## Становништво
Према подацима из 2002. године у насељу је живело 53 становника, од којих су сви румунске националности.